# راندي هيدبيرغ
راندي هيدبيرغ (بالإنجليزية: Randy Hedberg)‏ هو لاعب كرة قدم أمريكية أمريكي، ولد في 27 ديسمبر 1954 في بارشال في الولايات المتحدة.

## وصلات خارجية
- راندي هيدبيرغ على موقع مرجع كرة القدم المحترفة.كوم (الإنجليزية)